# Menotti Jakobsson
Klas Alfred Menotti Jakobsson (ur. 7 lipca 1892 w Sztokholmie, zm. 26 grudnia 1970 w Enskede) – szwedzki skoczek narciarski i kombinator norweski, uczestnik zimowych igrzysk olimpijskich w 1924, reprezentant sztokholmskiego klubu narciarskiego Djurgårdens IF, mistrz Szwecji w skokach narciarskich w latach 1917 i 1921 oraz w kombinacji norweskiej w 1917.

## Przebieg kariery
W 1917 zdobył złote medale mistrzostw Szwecji w skokach narciarskich i w kombinacji norweskiej. W 1921 zdobył drugi tytuł mistrzowski w skokach narciarskich.
W 1924 wystąpił na igrzyskach w Chamonix. Wystartował w konkursach indywidualnych w skokach narciarskich i w kombinacji norweskiej. W kombinacji zajął ósme miejsce wśród 23 sklasyfikowanych zawodników. Za skoki uzyskał 16,895 punktu i zajmował czwarte miejsce. W biegu na 18 kilometrów osiągnął 15. czas, w wyniku czego spadł o cztery pozycje. W konkursie skoków narciarskich zajął siódme miejsce wśród 26 sklasyfikowanych zawodników. W pierwszej serii uzyskał 43 metry i ex aequo z Einarem Landvikiem plasował się na piątej pozycji. W drugiej rundzie uzyskał jednak rezultat o metr gorszy i stracił swoją pozycję.

## Osiągnięcia w skokach narciarskich

### Igrzyska olimpijskie
| Miejsce | Dzień    | Rok  | Miejscowość | Skocznia             | Punkt K | Konkurs | Skok 1 | Skok 2 | Nota       | Strata    | Zwycięzca          |
| ------- | -------- | ---- | ----------- | -------------------- | ------- | ------- | ------ | ------ | ---------- | --------- | ------------------ |
| 7.      | 4 lutego | 1924 | Chamonix    | Tremplin aux Bossons | K-50    | indyw.  | 43,0 m | 42,0 m | 17,083 pkt | 1,877 pkt | Jacob Tullin Thams |

## Osiągnięcia w kombinacji norweskiej

### Igrzyska olimpijskie
| Miejsce | Dzień      | Rok  | Miejscowość | Skocznia             | Punkt K | Dystans biegu | Konkurs | Skok 1 | Skok 2 | Bieg    | Nota       | Strata    | Zwycięzca     |
| ------- | ---------- | ---- | ----------- | -------------------- | ------- | ------------- | ------- | ------ | ------ | ------- | ---------- | --------- | ------------- |
| 8.      | 2-4 lutego | 1924 | Chamonix    | Tremplin aux Bossons | K-50    | 18 km         | indyw.  | 42,5 m | 41,0 m | 1:37,10 | 12,823 pkt | 6,083 pkt | Thorleif Haug |